# Liste der slowenischen Abgeordneten zum EU-Parlament (2004–2009)
Die Liste der slowenischen Abgeordneten zum EU-Parlament (2004–2009) listet alle slowenischen Mitglieder des 6. Europäischen Parlaments nach der Europawahl in Slowenien 2004.

## Mandatsstärke der Parteien
- SPE: 1
- ALDE: 2
- EVP-ED: 4

| Nationale Partei                        | Mandate | Fraktion                                                                   |
| --------------------------------------- | ------- | -------------------------------------------------------------------------- |
| Slovenska demokratska stranka (SDS)     | 2       | Fraktion der Europäischen Volkspartei und europäischer Demokraten (EVP-ED) |
| Nova Slovenija-Krščansi demokrati (NSi) | 2       | Fraktion der Europäischen Volkspartei und europäischer Demokraten (EVP-ED) |
| Liberalna demokracija Slovenije (LDS)   | 2       | Fraktion der Allianz der Liberalen und Demokraten für Europa (ALDE)        |
| Socialni demokrati (SD)                 | 1       | Sozialdemokratische Fraktion im Europäischen Parlament (SPE)               |
| Gesamt                                  | 7       |                                                                            |

## Abgeordnete
| Bild | Name                 | von              | bis              | Partei | Fraktion | Anmerkungen                                     |
| ---- | -------------------- | ---------------- | ---------------- | ------ | -------- | ----------------------------------------------- |
|      | Mihael Brejc         | 20. Juli 2004    | 13. Juni 2009    | SDS    | EVP-ED   |                                                 |
|      | Romana Jordan Cizelj | 20. Juli 2004    | 13. Juni 2009    | SDS    | EVP-ED   |                                                 |
|      | Aurelio Juri         | 7. November 2008 | 13. Juni 2009    | SD     | SPE      | nachgerückt für Borut Pahor                     |
|      | Jelko Kacin          | 20. Juli 2004    | 13. Juni 2009    | LDS    | ALDE     |                                                 |
|      | Mojca Drčar Murko    | 20. Juli 2004    | 13. Juni 2009    | LDS    | ALDE     |                                                 |
|      | Ljudmila Novak       | 20. Juli 2004    | 13. Juni 2009    | NSi    | EVP-ED   |                                                 |
|      | Borut Pahor          | 20. Juli 2004    | 14. Oktober 2008 | SD     | SPE      | ausgeschieden nach Wahl zum Ministerpräsidenten |
|      | Lojze Peterle        | 20. Juli 2004    | 13. Juni 2009    | NSi    | EVP-ED   |                                                 |